# Delray Beach Open 2023
Delray Beach Open 2023 a fost un turneu de tenis care s-a jucat pe terenuri dure acoperite. A fost cea de-a 31-a ediție a evenimentului și a făcut parte din seria ATP 250 din Circuitul ATP 2023. A avut loc la Delray Beach Tennis Center din Delray Beach, Statele Unite, în perioada 13 – 19 februarie 2023.

## Campioni

### Simplu
Pentru mai multe informații consultați Delray Beach Open 2023 – Simplu

### Dublu
Pentru mai multe informații consultați Delray Beach Open 2023 – Dublu